# بيلي هنري
بيلي هنري (بالإنجليزية: Billy Henry)‏ هو لاعب كرة قدم بريطاني (وحمل سابقاً جنسية المملكة المتحدة لبريطانيا العظمى وأيرلندا) في مركز الظهير، ولد في 6 سبتمبر 1884 في غلاسكو في المملكة المتحدة، وتوفي في 1960. لعب مع ليستر سيتي ومانشستر سيتي ونادي فالكيرك.